# DF Водолея
DF Водолея (лат. DF Aquarii) — одиночная переменная звезда в созвездии Водолея на расстоянии (вычисленном из значения параллакса) приблизительно 7010 световых лет (около 2149 парсеков) от Солнца. Видимая звёздная величина звезды — от +12,7m до +11,7m.

## Характеристики
DF Водолея — красная пульсирующая медленная неправильная переменная звезда (LB) спектрального класса M5 или M5/6. Эффективная температура — около 3301 К.